# Preixana
Preixana település Spanyolországban, Lleida tartományban. Preixana Bellpuig, Vilagrassa, Verdú, Sant Martí de Riucorb és Belianes községekkel határos. Lakosainak száma 406 fő (2024).

## Népesség
A település népessége az utóbbi években az alábbiak szerint változott:
| Lakosok száma | 175  | 734  | 691  | 637  | 479  | 413  | 433  | 405  | 385  | 406  |
|               | 1717 | 1887 | 1936 | 1960 | 1986 | 2004 | 2009 | 2014 | 2019 | 2024 |